# 동고동락
《동고동락》은 2007년 4월 16일부터 2010년 3월 28일까지 3년간 SBS 파워FM에서 방송된 오락 전문 라디오 프로그램이다.

## 역대 진행자
- 1대 : MC몽 : (2007년 4월 16일 ~ 2008년 10월 26일)
- 2대 : 송은이, 신봉선 (2008년 10월 27일 ~ 2010년 3월 28일)

## 코너
매일 코너
- 우리 동네 경조사
- 밥 1번 못 사주고

요일별 코너
- 월요일 : 2 남자가 미치는 영향
- 화요일 : 라디오 올킬 왕
- 수요일 : 아는 누나네 집
- 목요일 : 복불복 스피드 퀴즈
- 금요일 : 노래방의 달인
- 토요일 : 세계 희한 연구 개발 보완 수정 정보 센터, 인기 하락 순위 차트쇼
- 일요일 : 음악 여행 롸롸롸, 쉰 뮤직 박스

## 동시간대 지역 프로그램
| 프로그램             | 지역                 | 방송사          | 진행자 |
| -------------------- | -------------------- | --------------- | ------ |
| 공태영의 매직? 뮤직! | 대구광역시, 경상북도 | TBC 드림 FM     | 공태영 |
| 김혜란의 뮤직 박스   | 부산광역시           | KNN 라디오      | 김혜란 |
| 뮤직 파워            | 제주특별자치도       | JIBS 뉴 파워 FM | 최재혁 |

## 방송사고
2007년 4월 16일, MC몽이 하하와 함께 '개편 축하 어게인 하몽쇼'를 진행 하던 중 욕설을 내뱉는 대형 사고를 저질렀다.